# Змај (сазвежђе)
Змај (лат. Draco) је једно од 88 модерних сазвежђа и 48 оригиналних Птоломејевих сазвежђа. Налази се на северној небеској полулопти, а за већину становника северне земљине полулопте (укључујући Балкан) никада не залази (циркумполарно је). Змај је то једно од 48 сазвежђа које је навео астроном из 2. века Птоломеј, и данас је једно од 88 савремених сазвежђа. Северни пол еклиптике је у Змају. Змај је циркумполаран (то јест, никада не залази) и може се видети током целе године са северних географских ширина.

## Митологија
Постоји више античких легенди које се повезују са сазвежђем Змаја. Према једној, у питању је змај Ладон који је чувао врт Хесперида а кога је Херакло успавао да би украо златне јабуке из врта. Други змај који се повезује са овим сазвежђем је чувар златног руна кога је убио Јасон. Трећи потенцијални митолошки змај који је пренет на небо је онај кога је убио Кадмо пре оснивања Тебе, и из чијих су зуба изникли Спарти.

## Звезде
Најсветлија звезда у Змају је Елтанин (на арапском змија, гама Змаја), наранџасти џин на 148 светлосних година, магнитуде 2,23. 
Тубан (алфа Змаја, базилиск) је са магнитудом 3,56 тек осма звезда у Змају по сјајности. У време древних Египћана, око 2700. п. н. е., Тубан је био поларна звезда.

## Објекти дубоког неба
У Змају се налази планетарна маглина Мачје око (NGC 6543), сочиваста галаксија NGC 5866 и Змај патуљаста галаксија — галаксија која је скоро потпуно изгубила међузвездани гас и има углавном старе звезде, а сателит је Млечног пута.